# Pumapunku

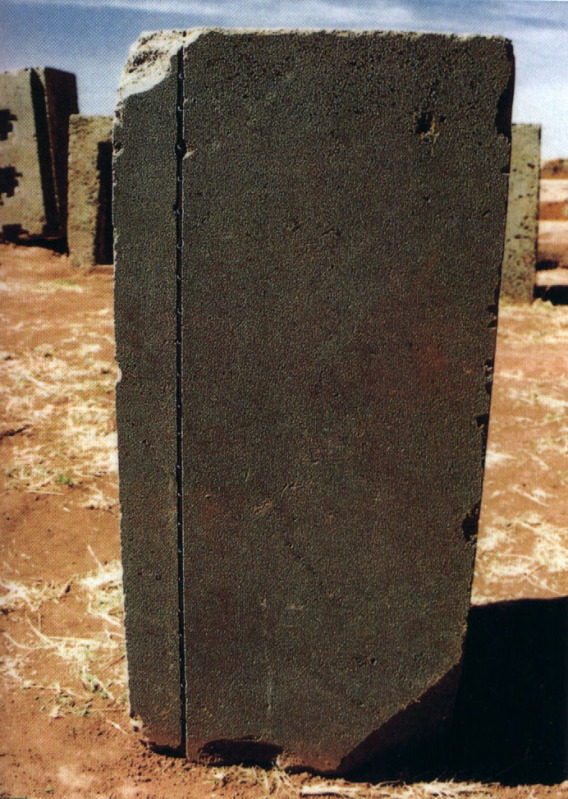
Detaliu într-o piatră de la Pumapunku cu un decupaj precis în linie dreaptă, cu găuri în cadrul liniei

Pumapunku sau Puma Punku este parte a unui mare complex templu/grup de monumente, parte a zonei arheologice pre-columbiane Tiwanaku din Bolivia. 
Este o altă platformă făcută de oameni, construită pe axa vest-est, ca și Akapana. Principala diferență între ea și alte structuri din oraș este construcția în forma “T”. Măsoară 150 de metri pe fiecare latură și are o înălțime de 5 metri. Cel mai greu bloc de piatră cântărește 131 de tone și a fost adus de la 10 km depărtare.